# Newport (Pembrokeshire)
Pour les articles homonymes, voir Newport.
Newport (en anglais) ou Trefdraeth (en gallois) est une petite ville côtière et une communauté du Pembrokeshire, au pays de Galles.

## Toponymie
Newport signifie littéralement « ville nouvelle » en anglais, peut-être par contraste avec le port plus ancien de Fishguard. Ce nom est attesté sous la forme Nuport en 1282 et Newburgh en 1296. Le nom gallois Trefdraeth signifie quant à lui « ville (tref) près de la plage (traeth) ».

## Géographie
Newport est située dans le nord-est du Pembrokeshire, sur le littoral de la baie de Cardigan, à l'embouchure de la Nevern / Nyfer (en). La ville est traversée par la route A487 (en), entre les villes côtières de Fishguard (à 12 km à l'ouest) et Cardigan (à 16 km au nord-est). Le chef-lieu du comté, Haverfordwest, est situé à une trentaine de kilomètres au sud-ouest.

## Histoire
Le château de Newport (en) est fondé en 1191 par le baron anglo-normand William FitzMartin. Il est détenu par ses descendants de la famille Martin jusqu'à l'extinction de la lignée mâle, en 1326. Il passe alors aux barons Audley, qui y résident rarement. Endommagé au début du XVe siècle lors du soulèvement d'Owain Glyndŵr, il est racheté au XVIe siècle par la famille Owen de Henllys.

## Politique
Pour les élections locales, la communauté de Newport forme le ward (district électoral) de Newport and Dinas avec la communauté voisine de Dinas Cross, qui élit un des 60 membres du conseil de comté du Pembrokeshire (en). Lors des élections locales de 2022, ce siège est remporté par le candidat indépendant Huw Thomas Murphy.
Pour les élections à la Chambre des communes, Newport appartient à la circonscription de Ceredigion Preseli depuis les élections générales de 2024.
Pour les élections au Parlement gallois, Newport est rattachée à la circonscription de Preseli Pembrokeshire.

## Démographie
Au recensement de 2011, la communauté de Newport comptait 1 161 habitants.
| 1801  | 1811  | 1821  | 1831  | 1841  | 1851  | 1881  |
| ----- | ----- | ----- | ----- | ----- | ----- | ----- |
| 1 392 | 1 433 | 1 666 | 1 798 | 1 751 | 1 716 | 1 504 |

| 1891  | 1901  | 1911  | 1921  | 1931  | 1951  | 1961  |
| ----- | ----- | ----- | ----- | ----- | ----- | ----- |
| 1 337 | 1 222 | 1 148 | 1 292 | 1 188 | 1 186 | 1 180 |

| 1971  | 1981 | 1991 | 2001 | 2011  | - | - |
| ----- | ---- | ---- | ---- | ----- | - | - |
| 1 062 | ?    | ?    | ?    | 1 161 | - | - |

## Culture locale et patrimoine

### Lieux et monuments
La communauté de Newport comprend plus de 60 monuments classés. Il ne subsiste que des ruines du château de Newport (en) médiéval, qui ont été intégrées à une nouvelle demeure construite au XIXe siècle pour le compte de Thomas Lloyd, le propriétaire des lieux. L'ensemble constitue un monument classé de grade I depuis 1952.
L'église paroissiale de Newport, dédiée à sainte Marie, est d'origine médiévale. Sa partie la plus ancienne, la tour, remonte au XIIIe siècle ; le reste a été reconstruit aux XIIIe et XIVe siècles et restauré en 1879. C'est un monument classé de grade II* depuis 1952.

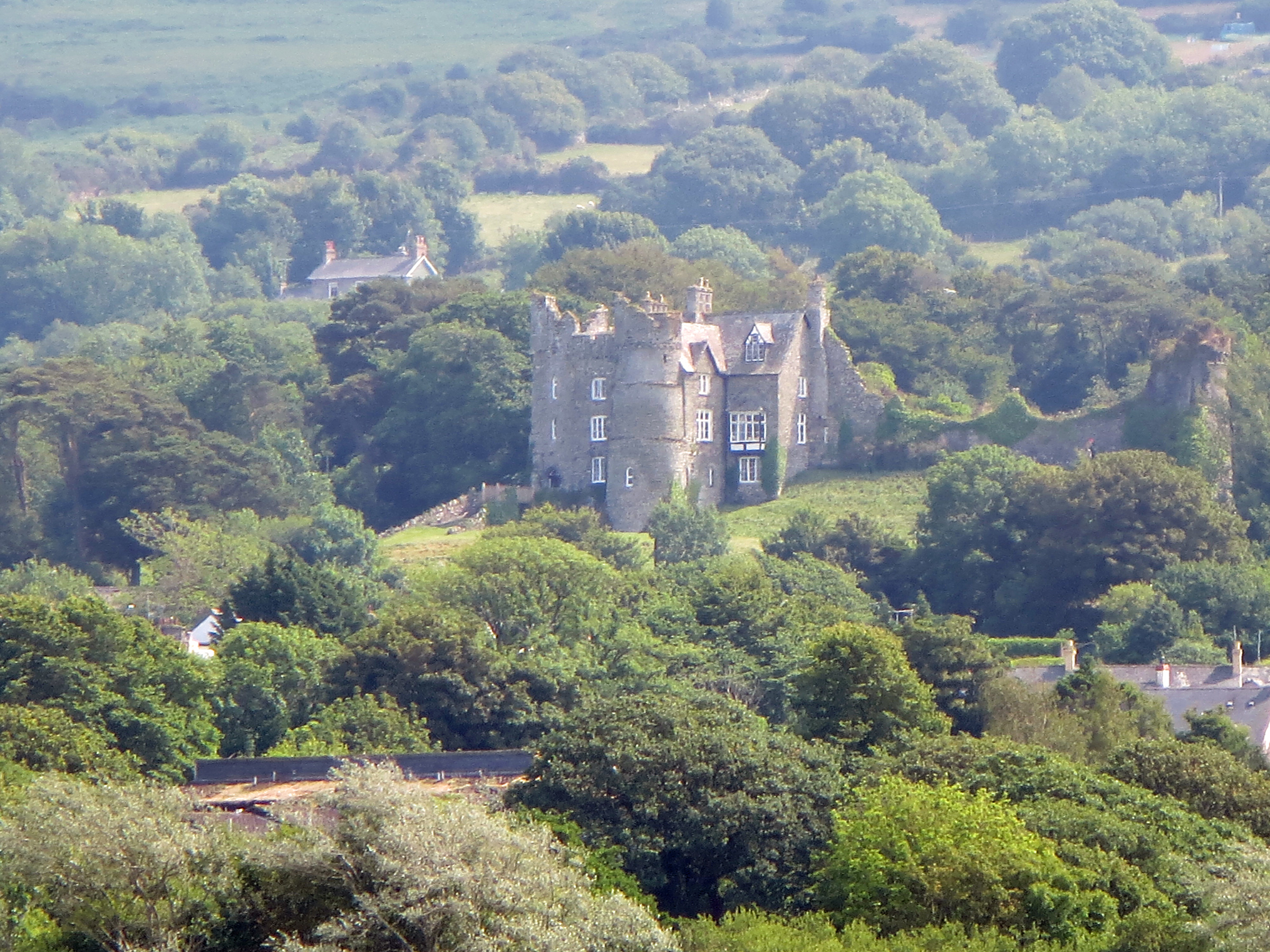
Le château de Newport (en).
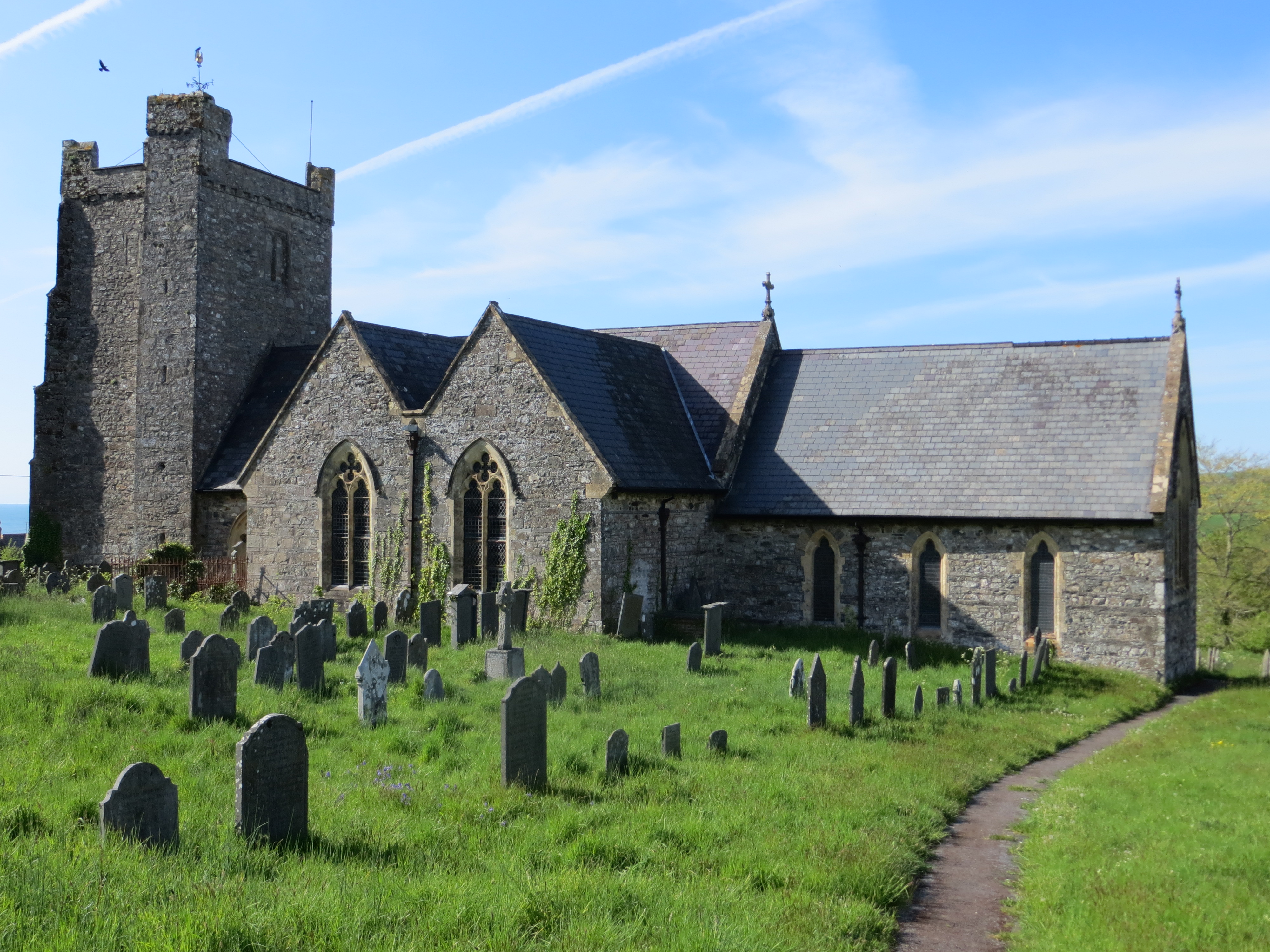
L'église Sainte-Marie.

### Jumelages
- Plouguin (France) depuis 1992[11]